# Дхарана

Сакральний звук «Ом»

Дхара́на (від санскрит. धारणा dhāraṇā - утримання, тримати) — шостий щабель раджа-йоги, на якому садхака опановує мистецтво повного зосередження.
Санскритське слово дхарана можна перекласти як утримання. Дхарана — ступінь глибокої медитації, при якому об'єкт зосередження стійко утримується у свідомості. Відмінність дхарани від дх'яни і самадхі в тому, що медитатор та акт медитації залишаються несполученими. Медитатор свідомий того, що він медитує. На наступних стадіях усвідомлення факту медитації зникає, і медитатор свідомий тільки свого існування та об'єкта медитації.
Дхарана — утримання заздалегідь обраного психологічного (та енергетичного) стану.

Визначення терміна дхарна, надане у першому рядку третьої глави Йога-сутр: 
|  | 3.1 देशबन्धश्चित्तस्य धारणा ॥ deśabandhaścittasya dhāraṇā IAST॥ Дхарана — це утримання думки на якомусь предметі. |

## Стани свідомості
Йога класифікує стани свідомості, виділяючи 5 груп. У стані кшіпа розум розсіяний і запущений. У стані вікшіпа розум збуджений і спантеличений, він може добиватися результатів, але його бажання неконтрольовані. У стані муддха розум лінивий і тупий, він не може зрозуміти, чого бажає. У стані екаґра розум зосереджений на єдиній меті, він точно знає, чого хоче, і вміє знайти шляхи до мети. Небезпека стану екарґа — егоїзм. Щоб іти в правильному напрямку, людина в цьому стані потребує бхакті — відданості Богу і зосередженості на служінні Йому. Останній стан свідомості — ніруддха — коли розум (манас), інтелект (буддхі) та Его (ахамкара) перебувають під контролем і спрямовані на служіння Богу.[джерело?]

## Об'єкт медитації
Йогін зосереджується на імені свого Бога, додаючи до нього священне слово Ом, що допомагає йому об'єднати свої почуття, волю, інтелект, розум на імені Господа.